# قصر الحريق
قصر الحريق هو قصر موجود في أغا قابي في إستانبول.
كان الموظفين الموجودين فيه يراقبون منه إستانبول بشكل مستمر لإتخاذ الإجرائات اللازمة في حال وقوع حريق. وعقب سقوط الدولة العثمانية في عام 1923م حولت الحكومة التركية القصر إلى متحف بتاريخ 3 أبريل 1924م، وانتقلت إدارة القصر إلى وزارة الثقافة والسياحة التركية. والنمط المعماري عثماني، باروكي.وكان المصمم للقصر هو المهندس المعماري محمد الفاتح، علاء الدين، داود آغا، معمار سنان، سركيس باليان.ويبلغ عدد الزوار سنوياً 1932726 في عام (2017)